# Moonbeam (Ontario)
Moonbeam – gmina (ang. township) w Kanadzie, w prowincji Ontario, w dystrykcie Cochrane.
Powierzchnia Moonbeam to 235,17 km². Według danych spisu powszechnego z roku 2001 Moonbeam liczy 1201 mieszkańców (5,11 os./km²).